# De l'autre côté de la ville
 (novembre 2012).
De l'autre côté de la ville est un roman de Yasmina Khadra publié en septembre 1988 aux éditions L'Harmattan sous son vrai nom Mohammed Moulessehoul.

## Résumé
Ce roman traite l'histoire de deux jeunes hommes appelés Lord de Housencheck et Otter, S Bugg, amis d'enfance commençant à travailler à un jeune âge dans la ville de Soumanland. C'est d'ailleurs dans cette ville qu'ils se sont rencontrés. Mais en réalité le Soumanland est un esprit de désespoir, une démonstration de la qualité de vie en Algérie à travers une histoire fictive.

## Thèmes abordés
De l’autre côté de la ville traite de la marginalisation et de  l'exclusion sociale à travers la vie des Soumen1, des vagabonds vivant en marge de la société. 
Le roman parle également de l’amitié et de ses limites, opposant la résignation de Lord, figé dans sa condition, au désir de changement d’Otter, qui rêve d’un avenir meilleur. 
La peur du changement, le poids des choix irrévocables et la quête de dignité se mêlent à une réflexion sur la dépendance, le rejet de l’intimité et l’impossibilité pour certains de dépasser leur condition.
1 "Le Soumanland se trouve partout où les gens n’ont plus la possibilité de rebondir. Il est question à la fois d’un espace dont l’espérance a été bannie et d’un lieu au sortir de chaque grande ville dont les habitués n’ont plus d’aspirations".
Jędrzej, J. (2013). Les tensions identitaires, thématiques et formelles dans l’œuvre de Yasmina Khadra [Thèse, Poznan]. https://repozytorium.amu.edu.pl/server/api/core/bitstreams/f0f1d3fd-0fdf-4b6c-865b-cc135758bc6d/content

## Personnages
Lord de Housenchuck : Vagabond résigné, symbole de l’immobilisme et du rejet du changement. Il incarne le refus de dépasser sa condition de marginal.
Otter S. Brugg : Ami d’enfance de Lord, il aspire à une vie meilleure et représente l’espoir et le désir de transformation.
Sam : Vagabond entre la ville et le terrain vague, il apporte une perspective extérieure et introduit Otter à Bretty Darling.
Bretty Darling : Femme qui bouleverse la vie d’Otter, l’incitant à envisager un futur hors du Soumanland.
El Gonsho et sa bande : Chefs et habitants du terrain vague, ils illustrent la diversité des destins tragiques des exclus.

## Quatrième de couverture
"Voici l'histoire de Lord de Housenchuck et d'Otter S. Brugg, deux trimardeurs endurcis, un peu naïfs, un peu prophètes, trimbalant leur damnation à travers le Soumanland. Ils errent depuis plus de quarante ans, écumant les bas-quartiers, sondant les poubelles, bravant les prisons et n'octroyant au reste de l'univers qu'un flagrant mépris. Mais la Grande Route précaire, les bivouacs mensongers et l'inclémence des saisons ont fini par lasser Otter S. Brugg qui se met brutalement à rêver de mourir... C'est aussi l'histoire de ces laissés-pour-compte, de ces bannis, de ces spectres qui hantent les terrains vagues, ivres comme des morpions, livrés à eux-mêmes pareils à des chiens sauvages... l'histoire de ceux qui croupissent de l'autre côté des hommes, de l'autre côté de la ville."

## Analyse
De l'autre côté de la ville est le second volume d'une trilogie débutée avec AMEN ! (1984) et achevée en 2010 avec L’Olympe des infortunes, consacrée à  "à la communauté des laissés-pour-compte qui vivent dans un dépotoir situé en dehors des centres urbains."

## Éditions imprimées
- Yasmina Khadra, De l'autre côté de la ville, Paris, Éditions l'Harmattan, 20  1988, 143 p. (ISBN 978-2-7384-0185-4)